# Candido De Angelis
Candido De Angelis (Anzio, 21 settembre 1957) è un politico italiano.

## Biografia
Nato il 21 settembre 1957 ad Anzio, in provincia di Roma, coniugato con tre figli, laureato in economia e commercio, è amministratore nell’azienda di famiglia che opera nel settore ittico.

### Attività politica
Iniziato l'attività politica nel 1990, tra le file della Democrazia Cristiana, alternando il ruolo di consigliere comunale a quello di assessore di Anzio.
Nel 1995, dopo la svolta di Fiuggi di Gianfranco Fini dal Movimento Sociale Italiano ad Alleanza Nazionale, sposa il nuovo partito fondato da Gianfranco Fini. 

#### Sindaco di Anzio
Nel dicembre del 1998 diventa sindaco di Anzio, vincendo al ballottaggio, contro il candidato del centro-sinistra Giovanni Garzia. Nel 2003, riconferma la sua carica.

#### Elezione a senatore
Nel febbraio del 2008 si dimette per potersi candidare al Senato con il Popolo delle Libertà, dove è eletto. Nell'agosto del 2010 abbandona il gruppo parlamentare del PdL per aderire a quello di Futuro e Libertà per l'Italia. 
Svolse la sua funzione al Senato della Repubblica. Si batté per la progettazione del nuovo porto, attualmente non ancora realizzato, e del casinò (anch’esso non realizzato). Si è espresso contro la messa in opera della turbogas, presentando una mozione in parlamento contro la realizzazione della stessa.
 La turbogas è stata successivamente costruita e resa funzionante.
Il 14 luglio 2011 è eletto vice presidente del gruppo "Per il Terzo Polo", costituito da FLI insieme all'ApI.

#### Consigliere comunale ad Anzio
Nel 2013 si è candidato per la terza volta a sindaco di Anzio con il sostegno di Fratelli d'Italia, La Destra ed alcune liste civiche. Il 27 maggio 2013 approda al ballottaggio con il sindaco uscente Luciano Bruschini (appoggiato dal Popolo della Libertà e liste civiche), raccogliendo 8.166 voti (pari al 29,33%). Al secondo turno, il 10 giugno, viene sconfitto da Bruschini, ottenendo 9.088 voti, cioè il 48,89%.

#### Rielezione a Sindaco
Alle amministrative del 2018 si ricandida a sindaco di Anzio sostenuto dall'intera coalizione di centro-destra: Lega, Forza Italia, FdI, UDC, Noi con l'Italia, Popolo della Famiglia e una lista civica. Viene eletto sindaco al primo turno con il 55,16% dei consensi.
Il 22 novembre 2022 ad Anzio il consiglio comunale viene sciolto per infiltrazioni mafiose.